# Paweł Ochal
Paweł Ochal (ur. 17 lipca 1981 w Bydgoszczy) – polski lekkoatleta, długodystansowiec.

## Kariera
Mistrz Polski w maratonie z 2007. Brązowy medalista młodzieżowych mistrzostw Europy w lekkoatletyce w biegu na 10 000 metrów (Bydgoszcz 2003).
Mąż Olgi Kalendarowej.

## Rekordy życiowe
- bieg na 5000 metrów – 13:58,33 (2002)
- bieg na 10 000 metrów – 29:10,66 (2004)
- półmaraton – 1:04:21 (2006)
- bieg maratoński – 2:12:20 (2007)